# Zuur-basereactie
Een zuur-basereactie is een chemische reactie tussen een zuur en een base. Een zuur-basereactie is een evenwichtsreactie die als volgt kan worden weergegeven:
{\displaystyle {\ce {zuur + base <=> zout + water}}}
Of er al dan niet een praktisch meetbaar evenwicht optreedt, hangt af van de aard van het zuur (sterk of zwak) en base (sterk of zwak). Bij een reactie waarvan het evenwicht sterk naar rechts ligt (in bovenstaand voorbeeld aan de kant van zout en water) wordt niet meer van een evenwichtsreactie gesproken, maar van een aflopende reactie.

## Aflopende of niet-evenwichtsreacties
Aflopende of niet-evenwichtsreacties treden op als het zuur of de base sterker is dan het oplosmiddel; in de meeste gevallen is dat water. Als een base een sterkere base is dan het hydroxide-ion {\displaystyle \mathrm {OH^{-}} } in water dan noemen we de base sterk. Als een zuur een sterker zuur is dan het hydronium-ion {\displaystyle \mathrm {H_{3}O^{+}} } in water dan noemen we het zuur sterk. Een voorbeeld van een dergelijke zuur-basereactie is de reactie tussen waterstofchloride en natriumhydroxide, waarbij water en natriumchloride ontstaan:
{\displaystyle {\ce {HCl + NaOH -> H2O + NaCl}}}
Deze reactie is aflopend in water, omdat de terugreactie onmogelijk is. Een opgelost natriumion en een chloride-ion kunnen geen {\displaystyle \mathrm {OH^{-}} } of {\displaystyle \mathrm {H^{+}} } van water afnemen. Dus de hydrolyse van natriumchloride is onmogelijk.

## Evenwichtsreacties
Evenwichtsreacties treden op wanneer er wordt uitgegaan van zwakke zuren en basen. Een voorbeeld is de reactie van azijnzuur en ammonia. Als een base een zwakkere base is dan het hydroxide-ion {\displaystyle \mathrm {OH^{-}} } in water dan noemen we de base zwak. Als een zuur een zwakker zuur is dan het hydronium-ion {\displaystyle \mathrm {H_{3}O^{+}} } in water dan noemen we het zuur zwak. Omdat beide stoffen slechts gedeeltelijk gedissocieerd zijn in water, zal er een evenwicht optreden tussen beide:
{\displaystyle {\ce {CH3COOH + NH3 <=> CH3COO- + NH4+}}}
Het evenwicht is steeds verschoven naar de reactiezijde van het zwakste zuur.

## Verdringingsreacties
Een speciaal geval wordt gevormd door de verdringingsreacties, waarbij een sterk zuur of sterke base een zwakkere uit zijn verbindingen verdrijft.  
Een voorbeeld is de reactie tussen calciumcarbonaat en zoutzuur in water:
{\displaystyle {\ce {CaCO3 + 2HCl -> CaCl2 + H2CO3}}}
Omdat {\displaystyle {\ce {H2CO3}}} instabiel is in water, splitst dit volgens de reactie
{\displaystyle {\ce {H2CO3 (aq) -> CO2 (g) + H2O (l)}}}
Een ander voorbeeld is de reactie tussen ammoniumchloride en natriumhydroxide in water:
{\displaystyle {\ce {NH4Cl + NaOH -> NaCl + NH3 (g) + H2O}}}
In deze gevallen is geen sprake van een evenwicht omdat een van de reactieproducten als gas (CO2 resp. NH3) uit het reactiemengsel ontsnapt.